# Каспи
Ка́спи (груз. კასპი) — город в Грузии, административный центр Каспского муниципалитета, один из древнейших населённых пунктов историко-географической области Картли.

## География
Находится на левом берегу реки Куры, при впадении в неё Лехуры. На территории Каспи расположена железнодорожная станция на линии Тбилиси — Самтредиа. Находится 48 км к северо-западу от Тбилиси и в 10 км южнее границы с Южной Осетией.

### Топоним
Существует мнение, что название города происходит от наименования древнеалбанского племени каспиев.

## История
По преданию, Каспи был возведён по указу праправнука Иафета, сына Мухетоса Уплосом в XXIV веке до нашей эры.
Грузинская хроника «Мокцевай Картлисай (груз. მოქცევაჲ ქართლისაჲ)» (написана в X в.), повествуя о событиях IV—III вв. до н.э на территории Грузии и прилегающих областях Южного Кавказа сообщает следующее: «Когда царь Александр обратил в бегство потомков Лота и оттеснил их в полуночную страну, тогда [он] впервые увидел свирепые племена бунтюрков [в переводе с груз. "коренные тюрки"], живших по течению Куры в четырех городах с их предместьями. [Это были]: город Саркине, [город] Каспи, [город] Урбниси и [город] Одзрахе, и крепости их: большая крепость Саркине, правительские крепости Каспи, Урбниси, Одзрахе.» Аналогичная информация встречается и в летописи «Картлис цховреба» Леонти Мровели (XI в.). 
На территории города обнаружены археологические находки, датированные V веком до нашей эры.
В 1492—1762 годах входил в состав Картлийского царства.
В 1930-е годы на территории населённого пункта был построен крупнейший на то время в Закавказье цементный завод, что сделало его центром цементной промышленности Грузии (производство цемента, шифера и др.). 11 сентября 1938 года Каспи получил статус посёлка городского типа.
Статус города был присвоен в 1959 году.
Город являлся административным центром Каспского района Грузинской ССР.

### Война в Грузии
Во время войны в Грузии район Каспи использовался в качестве места базирования грузинских вертолётов воздушной поддержки Ми-24.

## Достопримечательности
- Краеведческий музей.
- Памятник грузинскому полководцу XVII века Георгию Саакадзе.
- Памятник Шота Руставели

В Картли похоронен Герой Советского Союза Хмаладзе, Илья Георгиевич.